# Josua Tuisova
Josua Tuisova (Votua, 4 febbraio 1994) è un rugbista a 15 figiano, che gioca nel ruolo di tre quarti ala nel Lione in Top 14. Egli è anche un giocatore di rugby a 7, disciplina in cui rappresenta la nazionale figiana con la quale ha vinto la medaglia d'oro alle Olimpiadi di Rio de Janeiro del 2016.

## Biografia
Tuisova è nato nel paesino di Votua nella Provincia di Ba. La sua è una famiglia di rugbisti in quanto è fratello minore sia di Pio Tuwai, ex capitano della nazionale figiana di rugby a 7 sia di Filipo Nakosi, anche lui giocatore professionista di rugby a 15. Iniziò a giocare a rugby nel suo villaggio, prima per strada e poi nel team di rugby a 7 dei Westfield Tokatoka Barbarians.
Nell'estate del 2013 firmò un contratto per entrare nel centro di formazione del Tolone, ma la sua permanenza nelle giovanili fu breve; debuttò, infatti, in prima squadra contro il Racing 92 già alla seconda giornata del Top 14 2013-2014. Nelle prime due stagioni a Tolone il suo minutaggio non fu molto elevato, ma comunque partecipò alla vittoria del campionato francese 2013-2014 e a quella duplice, nel 2013-2014 e nel 2014-2015, della Champions Cup. Nel 2015-2016 perse da titolare contro il Racing 92 la finale del Top 14, torneo nel quale risultò secondo miglior marcatore con dodici mete. Anche l'anno successivo disputò dall'inizio la finale del campionato francese segnando anche una meta che non evitò la sconfitta per mano del Clermont. Nel giugno del 2019, dopo sei stagioni nel club della Costa Azzurra, si trasferì nel Lione con cui firmò un contratto quadriennale.
L'attività internazionale di Tuisova iniziò nel 2013, quando fu convocato nella nazionale figiana di rugby a 7 per partecipare alla tappa neozelandese delle IRB Sevens World Series 2012-2013. Successivamente non fu più chiamato fino al 2016, quando fu aggregato alla squadra per il Paris Sevens delle World Rugby Sevens Series 2015-2016. Le buone prestazioni in terra francese gli permisero di far parte dei selezionati per disputare il torneo di rugby a 7 alle Olimpiadi di Rio de Janeiro 2016, nelle quali vinse l'oro olimpico, il primo nella storia per le Figi. Nel novembre 2016 ricevette la sua prima convocazione nelle Figi in occasione dei test match autunnali, ma non scese mai in campo. Il suo debutto con la nazionale figiana di rugby a 15 avvenne sette mesi dopo, nel giugno 2017, in un incontro amichevole con la Scozia. Successivamente giocò tutta la Pacific Nations Cup 2017 ottendendo la vittoria finale, oltre a due test-match in novembre. Il 2018 lo vide tornare al rugby a 7; disputò il London Sevens delle World Rugby Sevens Series 2017-2018 in preparazione alla Coppa del Mondo 2018, alla quale partecipò arrivando quarto. Nell'autunno dello stesso anno fu presente nella prima storica vittoria della nazionale figiana di rugby a 15 contro la Francia, partita in cui segnò anche una meta. Dopo aver giocato nella Pacific Nations Cup 2019, fu incluso nei convocati figiani alla Coppa del Mondo di rugby 2019, durante la quale disputò tre incontri marcando due mete.
Tuisova può vantare una presenza nei Barbarians francesi in occasione dell'amichevole contro la Namibia disputata nel novembre 2014.

## Palmarès

### Rugby a 15
- Campionati francesi: 1
Tolone: 2013-14
- Champions Cup: 2
Tolone: 2013-14, 2014-15
- Pacific Nations Cup : 1
Figi: 2017

### Rugby a 7
- Oro olimpico: 1
Figi: 2016
- World Rugby Sevens Series: 1
Figi: 2015-16